# Chuuk-szigeti császárlégykapó
A Chuuk-szigeti császárlégykapó (Metabolus rugensis) a madarak osztályának verébalakúak (Passeriformes) rendjébe és a császárlégykapó-félék (Monarchidae) családjába tartozó Metabolus nem egyetlen faja.

## Előfordulása
A Mikronéziában található Chuuk szigetek területén honos. Természetes élőhelye a szubtrópusi és trópusi száraz erdőkben, mangroveerdőkben, nedves hegyi erdőkben, bokrosokban, valamint ültetvényeken van.

## Megjelenése
Testhossza 20 centiméter. A hím csaknem teljesen fehér tollazatú, fekete arcát és a torkát kivéve, a tojó fekete színű.

## Életmódja
Rovarokkal és gyíkokkal táplálkozik.

## Külső hivatkozás
- Képek az interneten a fajról
- Ibc.lynxeds.com